# Giovanni Caroli
Giovanni Caroli (Firenze, 1428 – Firenze, 15 maggio 1503) è stato un teologo italiano, uno dei principali teologi fiorentini nelle ultime decadi del Quattrocento e una importante figura ponte fra la cultura scolastica e quella emergente dell'umanesimo. 
Frate domenicano, in realtà Caroli era solo il suo patronimico, in quanto Giovanni era figlio di un Carlo Berlinghieri.

## Opere latine
- Laudatio Pratensis
- Liber Dierum Lucensium (Il libro dei miei giorni a Lucca)
- De Exemplis Sacrae Scripturae (pubblicato anonimo a Parigi nel 1478)
- Vitae nonnullorum fratrum Beatae Mariae Novellae
- Libri de temporibus suis (scritti fra il 1480 e il 1482):
  - Defensio Cosmi et suorum adversus Philelphum,
  - De bello Dietisalvico et Colionico e
  - De bello Sixtico et Ferinandico
- De comparatione aliarum aetatum ad senectutem
- Oratio de Iubilei divinitate